# Space Opera (Oper)
Space Opera ist eine Oper in zwei Akten und sechzehn Szenen von Aleksander Nowak (Musik) mit einem Libretto von Georgi Gospodinow. Der Text wurde von Angela Rodel aus dem Bulgarischen ins Englische übersetzt. Die Uraufführung fand am 14. März 2015 im Teatr Wielki in Posen statt.

## Handlung
Die Oper handelt von dem Flug eines Astronauten-Ehepaares zum Mars, der von der Erde aus live wie bei Big Brother von großem Publikum beobachtet wird. Eine weitere Hauptrolle ist einer Fliege an Bord der Raumkapsel gewidmet.

### Erster Akt
Szene 1. Prolog zum ersten Akt. Ein Chor von Fruchtfliegen erinnert an die verschiedenen Tiere, die vor dem Menschen in den Weltraum geflogen sind, darunter Fruchtfliegen 1946, Affen 1949 und der Hund Laika 1957.
Szene 2. Die letzte Nacht auf der Erde. Der Marsflug des Astronauten-Ehepaares Adam und Eve ist für den nächsten Tag geplant. Sie werden 500 Tage unterwegs sein und müssen ihren Hund Laika zurücklassen. Eve bedauert, dass sie keine Kinder haben. Plötzlich springt der Produzent, der sie belauscht hatte, ins Zimmer und erinnert sie daran, dass die ganze Welt den Abflug beobachten werde.
Szene 3. Nummern. Countdown. Raketenstart. Während der Chor den Countdown spricht, erinnern sich Adam und Eve an ihre Kindheit. Die Rakete startet.
Szene 4. Arie des Produzenten. Der Produzent tritt wie ein Fernsehstar auf die Bühne und preist die Show an: Sieben Milliarden Zuschauer werden 500 Tage lang die teuerste Fernsehproduktion aller Zeiten live verfolgen können. Die Menge applaudiert. Die Astronauten wurden allerdings nicht darüber informiert, dass die Kameras wie bei Big Brother ununterbrochen laufen werden.
Szene 5. In der Kapsel. Vor dem Schlafengehen wird Eve das Gefühl nicht los, dass sie beobachtet werden. Adam versichert ihr, dass er die Kamera abgeschaltet habe. Sie schlafen in Umarmung ein.
Szene 6. Arie der ignorierten Fliege. Unbemerkt ist eine Fliege an Bord des Raumschiffs gekommen. Sie ist stolz auf die Errungenschaften ihrer Art: Auf der Erde leben Fliegen schon viel länger als die Menschen. Trotzdem haben sie es sich mit ihnen eingerichtet. Obwohl sie von den Menschen gnadenlos verfolgt und getötet werden, seien sie deren älteste Freunde.
Szene 7. Eve und die Fliege. Eve entdeckt die Fliege erstaunt. Adam macht Witze darüber – vielleicht ist es ja eine Mars-Fliege. Dann will er sie loswerden. Eve aber mag das Summen, das sie an Zuhause erinnert.
Szene 8. Auf der Erde. Produzent und Zuschauer sind ganz aufgeregt über die Gespräche der Astronauten: Ist etwa ein Alien an Bord? Die Kameras zeigen nichts Ungewöhnliches. Vielleicht leiden die Astronauten an Halluzinationen. Der Produzent ruft die Astronauten an, um mehr zu erfahren. Eve beruhigt ihn – wundert sich dann aber, wieso man auf der Erde davon weiß.
Szene 9. Einsamkeit im Kosmos. Am 157. Tag macht sich die Einsamkeit der Raumfahrer bemerkbar. Eve fühlt sich allmählich wie eine Laborratte. Für Adam aber ist die Reise die Erfüllung eines Traumes, der Opfer erfordere. Das Publikum auf der Erde kommentiert das Gespräch mitfühlend. Die Fliege wundert sich über die widersprüchlichen Gefühle der Menschen. Als der Streit des Paares zu eskalieren droht, bemerkt Eve plötzlich die ständig laufende Kamera, und Adam gibt zu, dass er davon wusste. Eve steht auf und schaltet sie ab.

### Zweiter Akt
Szene 10. Prolog zum zweiten Akt. In Ermangelung von Livebildern zeigt der Produzent nun Aufnahmen der historischen Hündin Laika in der sowjetischen Raumkapsel. Laika kommentiert ihre Leiden während des Flugs selbst. Der Produzent stimmt in ihr Lied ein.
Szene 11. Zurück auf der Erde. Das Publikum sorgt sich um die Astronauten, von denen immer noch jedes Lebenszeichen fehlt. Es erinnert sich an die vielen fehlgeschlagenen Raumflüge. Aber vielleicht stimme auch etwas auf der Erde nicht, da die Reichen in den Weltraum drängen, um sie zu verlassen. Die Aufregung wächst, bis schließlich alle die Bühne verlassen. Der Produzent dagegen denkt nur an seine Einschaltquoten.
Szene 12. Auf dem Raumschiff. Versöhnung. Adam und Eve sind zerstritten. Die Fliege überlegt, was sie dagegen tun kann. Sie teilt sich auf und flüstert den beiden ein, einander zu vergeben.
Szene 13. Der Mars. Das Raumschiff nähert sich dem Mars. Während Adam begeistert darauf hinweist, dass es hier vielleicht einmal Leben gegeben habe, sieht Eve im Mars lediglich einen tödlichen rostigen Planeten.
Szene 14. Weggang der Fliege. Die Fliege verlässt als erstes die Kapsel. Sie erzählt, dass Fliegen ursprünglich vom Mars kommen und freut sich auf ihre eigentliche Heimat. Die Menschen haben so lange nach Außerirdischen gesucht und dabei nicht gemerkt, dass sie längst unter ihnen leben. Sie und die Astronauten zitieren aus der Bibel der Fliegen: „Und am Anfang schuf Gott den Mars …“
Szene 15. Liebe im Kosmos. Eve und Adam erkennen, dass Liebe die Antwort auf die Frage nach dem Leben ist. Adam meint zwar, dass die Schwerkraft wichtiger sei, aber Liebe sei auch „eine Art Schwerkraft“. Eve teilt ihm mit, dass sie schwanger ist. Es dauert noch knapp neun Monate bis zur Rückkehr auf die Erde. Also wird es das erste „kosmische Baby“ werden. Eve beschließt, die Kamera wieder anzuschalten.
Szene 16. Epilog – Marsianische Wüste. Seelen betrauern die bei den früheren Experimenten in den Weltraum geschickten Versuchstiere und wünschen ihnen, in Frieden zu ruhen. Ein Beduine erinnert daran, dass die frühen Wüstenwanderer häufig Pausen einlegten, um ihren Seelen Zeit zu geben, sie einzuholen. Eve, Adam und die Fliege beenden die Oper mit den Worten: „Wartet auf unsere Seelen!“

## Gestaltung
Eine detaillierte Beschreibung von Nowaks Musikstil gab die Rezensentin Karyl Charna Lynn auf ihrer Website The Opera Critic. Demnach handele es sich um ein „Amalgam“ unterschiedlichster Musikrichtungen, die von griechischen Chören bis zu Hollywood-Soundtracks reichen. Es gebe Anklänge an den Gregorianischen Choral, an die Musik von Philip Glass, Wagner-Zitate wie die Anfangsakkorde des Rheingold, Elemente des amerikanischen Swing und Jazz und viel Schlagzeug. Die Gesangslinien der Hauptrollen Adam und Eve seien vorwiegend rezitativisch gestaltet. Am sorgfältigsten ausgearbeitet sei die zugleich von einem Sopran und einem Countertenor gesungene Rolle der Fliege, die „Pseudo-Koloraturen“ und Elemente des Belcanto enthalte. Die Partie des Produzenten werde „in Sprechstimme gebellt“. Lynn zufolge sei die Oper auf Unterhaltungs-Ebene erfolgreich, scheitere aber auf emotionaler Ebene, was zum Teil an dem „zerebral komplexen Libretto“ liege.

## Werkgeschichte
Die Space Opera des polnischen Komponisten Aleksander Nowak (geboren 1979) ist eine Auftragsarbeit des Posener Teatr Wielki.
Das Libretto stammt von dem international renommierten bulgarischen Schriftsteller Georgi Gospodinow. Der ursprünglich bulgarische Text wurde für die Oper von Angela Rodel und Magdalena Pytlak ins Englische übersetzt.
Die Uraufführung fand am 14. März 2015 zum Auftakt der Opernkonferenz „Moderne Oper angesichts von technischem, wirtschaftlichem und kulturellem Wandel“ (15.–17. März 2015) im Teatr Wielki statt. Den Abschluss der Konferenz bildete eine Wiederaufnahme von Bruno Colis Kammeroper The Angel of the Odd aus dem Vorjahr.
Die musikalische Leitung von Orchester und Chor der Posener Oper hatte Marek Moś. Bühne und Dekorationen stammten von Ewelina Pietrowiak, die Kostüme von Katarzyna Nesteruk und die Videoprojektionen von Piotr Szabliński. Es sangen Magdalena Wachowska (Eve), Bartłomiej Misiuda (Adam), Martyna Cymerman und Tomasz Raczkiewicz (Fliege, Laika) und Andrzej Ogórkiewicz (Produzent, Beduine).
Ein Videomitschnitt der Posener Aufführung wurde 2017 im Rahmen der Opera Platform im Internet bereitgestellt.